# Gheorghe Mironescu
Gheorghe Mironescu (ur. 28 stycznia 1874 w Vaslui, zm. 9 października 1949 w Bukareszcie) – rumuński polityk i dyplomata.

## Życiorys
W 1919 reprezentował Rumunię na paryskiej konferencji pokojowej. W latach 1921–1922 był wiceprzewodniczącym Senatu. Od 1929 do 1930 pełnił funkcję przedstawiciela Królestwa przy Lidze Narodów i trybunale haskim ds. reparacji. W czerwcu 1930 po raz pierwszy stał na czele rządu. Swój drugi gabinet utworzył 10 października 1930 (przetrwał on do 4 kwietnia 1931).
Był również ministrem w kilku rządach. Odpowiadał między innymi za sprawy zagraniczne (1928-1931), roboty publiczne i komunikację (czerwiec - sierpień 1932) i finanse.

## Odznaczenia
- Wielka Wstęga Orderu Odrodzenia Polski (1929, Polska)[5]